# Eysenhardtia orthocarpa
Eysenhardtia orthocarpa là một loài thực vật có hoa trong họ Đậu. Loài này được (A.Gray) S.Watson miêu tả khoa học đầu tiên.